# نظريات مفرطة في العلم

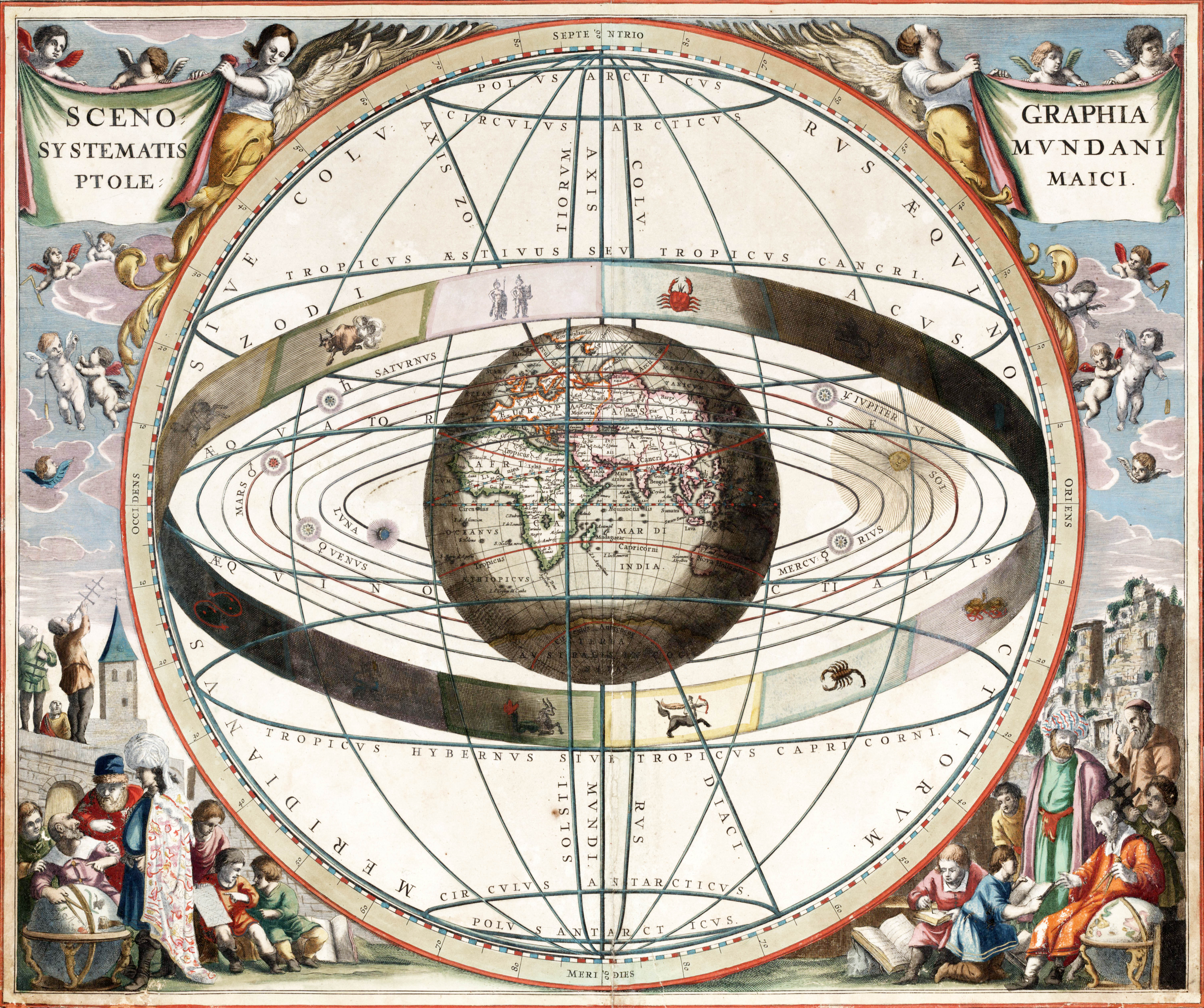
يضع نموذج مركز الأرض العتيق الأرض في مركز الكون.

تَبطُل النظرية العلمية أو بمعنى آخر يعفو عليها الزمن، عندما يكون العلماء قد قبلوها على نطاق واسع في السابق، لكن العلم الحالي يعتبرها غير كافية أو ناقصة، أو أصبحت ببساطة غير واقعية. لا يشمل هذا المصطلح العلوم البدائية أو علوم هوامش النظريات التي لم تحظَ بدعم واسع داخل المجتمع العلمي في الأصل. وعلاوة على ذلك، يشمل المصطلح النظريات التي أُبطِلت أو النظريات البالية التي لم تكن مقبولة على نطاق واسع من قبل المجتمع العلمي. ويمكن أيضًا شمل بعض النظريات التي كانت معتمدة فقط تحت سلطات سياسية محددة تحت هذا المصطلح كالنظرية الليسينكووية مثلًا التي عفا عليها الزمن أو تُعتبر «ملغاة».
الفيزياء النيوتونية مقبولة جدًا في مختلف المجالات، وتستخدم على نطاق واسع باستثناء السرعات التي تمثل جزءًا كبيرًا من سرعة الضوء. بل إنه أيضًا أبسط من الميكانيكا النسبية وتُدرس في المدارس عادة. قضية أخرى هي الاعتقاد بأن الأرض مسطحة تقريبًا. عرف الناس لعدة قرون أن نموذج الأرض المسطحة ينتج أخطاء في حسابات المسافات الطويلة، ولكنه لا ينتج أخطاء كبيرة عند إجراء حسابات مناطق النطاقات المحلية، أو عند استخدامه لأغراض رسم الخرائط والمسوحات.
في بعض الحالات، يُعثر على النظرية أو الفكرة التي لا أساس لها ويجري التخلص منها ببساطة. على سبيل المثال: استُبدلت نظرية فلوجستون تمامًا بمفاهيم مختلفة تمامًا من الطاقة وقوانينها ذات الصلة. وفي حالات أخرى تُستبدل النظرية القائمة من خلال نظرية جديدة مع الاحتفاظ بالعناصر المهمة للنظرية السابقة. في مثل هذه الحالات، تبقى النظرية القديمة مفيدة للكثير من الأمور، ويمكن فهمها بسهولة أكثر من النظرية الكاملة وتؤدي أيضًا إلى حسابات أبسط. يُعد استخدام قوانين نيوتن في الفيزياء مثالًا على ذلك، الذي يختلف عن الفيزياء النسبية المقبولة حاليًا بعوامل صغيرة تكاد لا تذكر في السرعات الأقل بكثير من سرعة الضوء.

## النظريات الملغاة
النظريات العلمية قابلة للدحض وتجعل التنبؤات قابلة للاختبار. بالتالي، تدل النظرية على العلم الجيد إذا امتلك مجالها قائمة متزايدة من النظريات الملغاة، وعلى العكس، يمكن أن يشير عدم وجود نظريات ملغاة إلى مشكلات في استخدام المنهج العلمي.